# War (Sum 41)
War è un singolo del gruppo musicale canadese Sum 41, il secondo estratto dal loro sesto album in studio 13 Voices, pubblicato il 25 agosto 2016.

## Descrizione
Il brano è descritto da Deryck Whibley come "la canzone che ha salvato la sua vita":

## Video musicale
Il video ufficiale del brano, diretto da Djay Brawner, è stato pubblicato su YouTube alcune ore prima dell'uscita del singolo.

## Tracce
Testi e musiche di Deryck Whibley.
1. War – 3:29

## Formazione
- Deryck Whibley – voce, chitarra ritmica, pianoforte, tastiera
- Dave Baksh – chitarra solista, cori
- Tom Thacker – chitarra solista e ritmica, cori
- Cone McCaslin – basso, cori
- Frank Zummo – batteria, percussioni, cori

## Classifiche
| Classifica (2016) | Posizione massima |
| ----------------- | ----------------- |
| Canada (rock)     | 22                |